# Presidente da Mongólia
O Presidente da Mongólia (em mongol: Монгол Улсын Ерөнхийлөгч; romaniz.: Mongol Ulsyn Yerönkhiilögch) é o chefe de Estado da Mongólia. A Constituição mongol de 1992 afirma também que: "o presidente da Mongólia é (...) a personificação da unidade do povo mongol".
A declaração de independência do país da dinastia Qing aconteceu em 1911. Deste ano até 1924, o Canato da Mongólia era uma monarquia absolutista teocrática, liderada por Bogd Khan, o 8º Jebtsundamba Khutuktu. Em 1924, foi proclamada a República Popular da Mongólia, e o título oficial de chefe de Estado passou por várias mudanças, incluindo: Presidente da Grande Assembleia Estatal, Presidente do Presidium da Pequena Assembleia Estatal, Presidente do Presidium da Grande Assembleia Estatal e Presidente do Presidium da Grande Assembleia Popular.
Em 1992, foi aprovada uma nova Constituição, alterando a denominação oficial do país para República da Mongólia, levando em consideração os conceitos de democracia, economia mista, liberdade de idioma e neutralidade nos assuntos externos. Em 1993, foi realizada a primeira eleição presidencial por sufrágio universal, confirmando a presidência de Punsalmaagiin Ochirbat, sendo este, portanto, o primeiro presidente do atual estado mongol. O atual presidente da Mongólia é Ukhnaagiin Khürelsükh, eleito para o cargo em 2021.

## Eleição
O presidente é eleito pelos cidadãos mongóis, com os partidos políticos com representação na Grande Assembleia Estatal (parlamento) indicando os candidatos. O presidente pode ser reeleito uma única vez e pode ser removido do cargo se dois terços dos parlamentares considerá-lo culpado por abuso de seus poderes ou violação de seu juramento. Antes da posse, no entanto, o presidente eleito deve renunciar sua filiação a qualquer partido político.

## Poderes do Presidente
Dentre suas atribuições, destacam-se:
- Nomear um candidato ao cargo de primeiro-ministro da Mongólia, que é posteriormente sabatinado pela Grande Assembleia Estatal (esta é uma responsabilidade, em grande parte, meramente figurativa, uma vez que a Assembleia rejeitaria qualquer indicado que não fosse de sua escolha – na prática, o primeiro-ministro é nomeado pela Assembleia);[1]
- Vetar a legislação da Assembleia (esta decisão pode ser suplantada com uma maioria de dois terços do parlamento);[1]
- Aprovar nomeações judiciais;[1]
- Presidir o conselho de segurança nacional;[1]
- Ser o comandante em chefe das forças armadas;[1]
- Nomear o Juiz Presidente da Suprema Corte da Mongólia;[1]
- Nomear o Procurador-geral, o oficial encarregado de implementar as leis, que é posteriormente sabatinado pela Assembleia.[1]

## Lista dos presidentes
Abaixo encontram-se os presidentes da Mongólia desde a adoção da atual forma de governo republicana semipresidencialista:
| Nº | Presidente (Nasc.–Falec.)                            | Retrato             | Mandato               | Mandato             | Partido | Eleição |
| -- | ---------------------------------------------------- | ------------------- | --------------------- | ------------------- | ------- | ------- |
| 1  | Punsalmaagiin Ochirbat Пунсалмаагийн Очирбат (1942-) |                     | 3 de setembro de 1990 | 6 de junho de 1993  | PRPM    | —       |
|    | Punsalmaagiin Ochirbat Пунсалмаагийн Очирбат (1942-) | 6 de junho de 1993  | 20 de junho de 1997   | PSDM                | 1993    |         |
| 2  | Natsagiin Bagabandi Нацагийн Багабанди (1950-)       |                     | 20 de junho de 1997   | 6 de junho de 2001  | PPM     | 1997    |
| 2  | Natsagiin Bagabandi Нацагийн Багабанди (1950-)       | 6 de junho de 2001  | 24 de março de 2005   | 2001                | PPM     |         |
| 3  | Nambaryn Enkhbayar Намбарын Энхбаяр (1958-)          |                     | 24 de março de 2005   | 18 de junho de 2009 | PPM     | 2005    |
| 4  | Tsakhiagiin Elbegdorj Цахиагийн Элбэгдорж (1963-)    |                     | 18 de junho de 2009   | 10 de julho de 2013 | PD      | 2009    |
| 4  | Tsakhiagiin Elbegdorj Цахиагийн Элбэгдорж (1963-)    | 10 de julho de 2013 | 10 de julho de 2017   | 2013                | PD      |         |
| 5  | Khaltmaagiin Battulga Халтмаагийн Баттулга (1963-)   |                     | 10 de julho de 2017   | 25 de junho de 2021 | PD      | 2017    |
| 6  | Ukhnaagiin Khürelsükh Ухнаагийн Хүрэлсүх (1968-)     |                     | 25 de junho de 2021   | presente            | PPM     | 2021    |

## Ex-presidentes vivos
- Punsalmaagiin Ochirbat
(83 anos)
- Natsagiin Bagabandi
(74 anos)
- Nambaryn Enkhbayar
(66 anos)
- Tsakhiagiin Elbegdorj
(61 anos)
- Khaltmaagiin Battulga
(62 anos)